# Домнон-ле-Дьёз
Домно́н-ле-Дьёз (фр. Domnon-lès-Dieuze) — коммуна во французском департаменте Мозель региона Лотарингия. Относится к кантону Дьёз.

## Географическое положение
Домнон-ле-Дьёз расположен в 60 км к юго-востоку от Меца. Соседние коммуны: Мольрен на севере, Гензелен и Лор на северо-востоке, Лостроф и Лудрефен на востоке, Кюттен на юго-востоке, Бидестроф на юго-западе, Басен на северо-западе.

## История
- Была зависима от Дьёза. Сеньоры де Ксобурель и граф де Сен-Феликс.
- Деревня была полностью уничтожена в 1635 году во время Тридцатилетней войны, в результате в 1650 году в ней проживало лишь две семьи.

## Демография
По переписи 2008 года в коммуне проживало 105 человек.	

## Достопримечательности
- Церковь в нео-романском стиле 1891 года, орган XVIII века.